# 1593
| [ Edytuj tabelę ]              | |
| Król Polski                    | - 1587 Zygmunt III Waza 1632 |
| Współksiążęta Andory           | - 1588 Andreu Capella 1609 - 1572 Henryk IV Burbon 1610 |
| Król Anglii                    | - 1558 Elżbieta I 1603 |
| Elektor Brandenburgii          | - 1571 Jan Jerzy 1598 |
| Książę Bawarii                 | - 1579 Wilhelm V 1597 |
| Sułtan Brunei                  | - 1575 Saiful Rijal 1600 |
| Cesarz Chin                    | - 1572 Wanli 1620 |
| Król Czech                     | - 1576 Rudolf II Habsburg 1611 |
| Król Danii                     | - 1588 Chrystian IV 1648 |
| Dalajlama                      | - 1589 Jonten Gjaco 1616 |
| Cesarz Etiopii                 | - 1563 Sertse Dyngyl 1597 |
| Król Francji                   | - 1589 Henryk IV 1610 |
| Król Hiszpanii                 | - 1556 Filip II 1598 |
| Landgraf Hesji-Kassel          | - 1592 Maurycy Uczony 1627 |
| Stadhouder Holandii            | - 1584 Maurycy Orański 1625 |
| Szach Iranu                    | - 1587 Abbas I Wielki 1629 |
| Państwo Wielkich Mogołów       | - 1556 Akbar 1605 |
| Cesarz Japonii                 | - 1586 Go-Yōzei 1611 |
| Kalif                          | - 1574 Murad III 1595 |
| Patriarcha Konstantynopola     | - 1587 Jeremiasz II Tranos 1595 |
| Władca Korei                   | - 1567 Sŏnjo 1608 |
| Książę Kurlandii i Semigalii   | - 1587 Fryderyk Kettler 1642 - 1587 Wilhelm Kettler 1616 |
| Sułtan Maroka                  | - 1578 Ahmad al-Mansur 1603 |
| Senior Monako                  | - 1589 Herkules 1604 |
| Król Nawarry                   | - 1572 Henryk III 1610 |
| Król Norwegii                  | - 1588 Chrystian IV 1648 |
| Sułtan Omanu                   | - 1560 Abd Allah ibn Muhammad 1624 |
| Elektor Palatynatu             | - 1583 Fryderyk IV 1610 |
| Papież                         | - 1592 Klemens VIII 1605 |
| Książę Parmy i Piacenzy        | - 1592 Ranuccio I 1622 |
| Król Portugalii                | - 1581 Filip I 1598 |
| Książę w Prusach               | - 1568 Albrecht Fryderyk 1618 - 1578 Jerzy Fryderyk (regent) 1603 |
| Car Rosji                      | - 1584 Fiodor I 1598 |
| Cesarz Rzymski (niemiecki)     | - 1576 Rudolf II Habsburg 1612 |
| Kapitanowie Regenci San Marino | - 1592 Giovanni Paolo Belluzzi 1593 - 1592 Paol'Antonio Onofri 1593 - 1593 Giuliano Corbelli Annibale Belluzzi 1593 - 1593 Giambattista Belluzzi Francesco Giannini 1593 |
| Elektor Saksonii               | - 1591 Krystian II Wettyn 1611 |
| Król Szkocji                   | - 1567 Jakub VI 1625 |
| Król Szwecji                   | - 1592 Zygmunt Waza 1598 |
| Król Tajlandii                 | - 1590 Naresuan 1605 |
| Sułtan Turków                  | - 1574 Murad III 1595 |
| Doża Wenecji                   | - 1585 Pasqual Cicogna 1595 |
| Król Węgier                    | - 1576 Rudolf II 1608 |

Rok 1593 / MDXCIII
stulecia: XV wiek ~
XVI wiek ~
XVII wiek

lata: 1583 «
1588 «
1589 «
1590 «
1591 «
1592 «
1593
» 1594
» 1595
» 1596
» 1597
» 1598
» 1603

## Wydarzenia w Polsce
- 16 stycznia – Król Zygmunt III Waza zwołał pospolite ruszenie szlachty ze wschodnich województw w celu zdławienia kozackiego powstania hetmana Krzysztofa Kosińskiego.
- 2 lutego – powstanie Kosińskiego: zwycięstwo wojsk polskich nad Kozakami w bitwie pod Piątkiem.
- 29 marca – założono seminarium duchowne w Kaliszu.
- 4 maja-15 czerwca – w Warszawie obradował sejm zwyczajny[1].
- 22 maja - podczas ataku Kozaków na zamek Czerkasy starosta Aleksander Wiśniowiecki rozbił oblegających i stłumił Powstanie Kosińskiego, który zginął w tym samym dniu - zakończyło się pierwsze powstanie kozackie przeciwko I Rzeczypospolitej.
- 28 maja – Tarnobrzeg uzyskał prawa miejskie.
- maj - Sejm uchwala konstytucję „O Niżowcach"
- Uznano bezkarność zabójstw i zranień dokonanych przez organy starościńskie lub miejskie przy tłumieniu tłumu.

## Wydarzenia na świecie
- 12 lutego – wojna japońsko-koreańska: wojska koreańskie odniosły zwycięstwo w bitwie o twierdzę Haengju.
- 22 czerwca – III wojna austriacko-turecka: Habsburgowie pokonali Turków w bitwie pod Sziszakiem.
- 25 lipca – w Saint-Denis od kalwinizmu odżegnał się dwukrotny apostata, król Nawarry Henryk IV Burbon - według prawa salickiego dziedzic korony francuskiej po zamordowanym w 1589 r. Henryku Walezjuszu; powracając do Kościoła rzymskiego miał wypowiedzieć słowa „Paryż wart jest mszy”.

## Urodzili się
- 24 lutego – Barbara Agnieszka brzeska, księżniczka legnicko-brzeska (zm. 1631)
- 25 marca – Jan de Brébeuf, święty Kościoła katolickiego, męczennik katolicki, jezuita, misjonarz (zm. 1649)
- 3 kwietnia – George Herbert, angielski poeta (zm. 1633)
- 27 kwietnia – Jérôme Lalemant, francuski jezuita, misjonarz w Kanadzie (zm. 1665)
- kwiecień – Mumtaz Mahal, indyjska cesarzowa, żona Szahdżahana (zm. 1631)
- 19 maja:
  - Claude Vignon, francuski malarz i rytownik okresu baroku, caravaggionista (zm. 1670)
  - Jacob Jordaens, flamandzki malarz, projektant tapiserii (zm. 1678)
- 23 maja – Anna Maria Waza, córka Zygmunta III Wazy i Anny Habsburżanki (zm. 1600)
- 1 czerwca – Aleksy Sylvius, astronom polski, duchowny katolicki (zm. ok. 1656)
- 8 czerwca – Jerzy I Rakoczy, książę Siedmiogrodu (zm. 1648)
- 24 czerwca – Abraham von Franckenberg, matematyk, fizyk, lekarz, poeta i teolog (zm. 1652)
- 1 lipca – Albrycht Stanisław Radziwiłł, kanclerz wielki litewski, podkanclerzy litewski, starosta łucki (zm. 1656)
- 8 lipca - Artemisia Gentileschi, włoska malarka reprezentująca wczesny barok (zm. 1652)
- 8 sierpnia – Hideyori Toyotomi, japoński przywódca polityczny i militarny z okresu Azuchi-Momoyama (zm. 1615)
- 9 sierpnia – Izaak Walton, angielski pisarz (zm. 1683)
- 1 września – Torsten Stålhandske, fiński oficer służący w szwedzkiej armii podczas wojny trzydziestoletniej (zm. 1644)
- 22 września – Matthäus Merian, rytownik pochodzenia szwajcarskiego (zm. 1650)
- 9 października – Nicolaes Tulp, holenderski lekarz, chirurg i burmistrz Amsterdamu (zm. 1674)
- 20 października – Melchior von Hatzfeldt, dowódca wojskowy w służbie cesarstwa Habsburgów, feldmarszałek podczas wojny trzydziestoletniej (zm. 1658)
- 16 listopada – Paul Felgenhauer, niemiecki teozof, chiliasta (zm. 1677)
- 25 listopada – Alan de Solminhac, biskup, opat, kanonik regularny, błogosławiony (zm. 1659)
- 24 grudnia – Adam Christian Agricola, kaznodzieja ewangelicki (zm. 1645)
- grudzień – Liboriusz Wagner, niemiecki ksiądz katolicki, męczennik, błogosławiony (zm. 1631)

- data dzienna nieznana: 
  - Balthasar van der Ast, holenderski malarz martwych natur (zm. 1657)
  - Łazarz Baranowicz, arcybiskup czernichowski greckokatolicki (zm. 1694)
  - Antonio van Diemen, gubernator generalny kolonii holenderskich (w latach 1636-45) na Dalekim Wschodzie (zm. 1645)
  - Willem van Haecht, flamandzki malarz barokowy (zm. 1637)
  - Thomas James, angielski żeglarz i odkrywca (zm. 1635)
  - Jan z Krosna, ksiądz, profesor, doktor obojga praw (tj. cywilnego i kanonicznego) (zm. 1631)
  - Mikołaj Ostroróg, poseł na sejm z województw ruskiego i bełskiego (zm. 1651)
  - Jan van de Velde, rytownik, malarz, drukarz i wydawca (zm. 1641)
  - Giacomo Rho, jezuicki misjonarz w Chinach, tłumacz dzieł naukowych na język chiński (zm. 1638)

## Zmarli
- 13 stycznia – Szymon Budny, białoruski i polski działacz reformacji, pastor początkowo kalwiński a następnie ariański (ur. 1530)
- 17 stycznia – Marcin Leśnowolski (zm. 1593), kasztelan podlaski, starosta zatorski (ur. ?)
- 4 lutego – Andrzej Brzechwa, benedyktyn, opat klasztoru w Tyńcu (ur. ?)
- 6 lutego:
  - Jacques Amyot, francuski pisarz i tłumacz, biskup (ur. 1513)
  - Ōgimachi, 106. cesarz Japonii (ur. 1517)
- 7 lutego:
  - Jakub Salès, francuski jezuita, męczennik, błogosławiony katolicki (ur. 1556)
  - Wilhelm Saultemouche, francuski jezuita, męczennik, błogosławiony katolicki (ur. 1556)
- 8 marca – Paul Luter, niemiecki lekarz (ur. 1533)
- 30 maja – Christopher Marlowe, angielski dramaturg (ur. 1564)
- 11 lipca – Giuseppe Arcimboldo, włoski malarz okresu manieryzmu (ur. 1527)
- 28 sierpnia – Ludwik Wirtemberski (książę), książę Wirtembergii (ur. 1554)
- 6 września – Aleksander Wiśniowiecki (ok. 1560–1594), kniaź, starosta czerkaski, kaniowski, korsuński, lubecki, łojowski (ur. 1560)
- 20 listopada – Hans Bol, malarz, rysownik i iluminator flamandzki (ur. 1534)

Data dzienna nieznana: 
- Krzysztof Kosiński, polski szlachcic, hetman kozacki, przywódca powstania Kosińskiego (ur. 1545)
- Andrzej Opaliński (marszałek wielki koronny), marszałek nadworny koronny od 1572, starosta generalny Wielkopolski (ur. 1540)
- Stanisław Sokołowski (kaznodzieja), ksiądz, kaznodzieja, pisarz teologiczny, profesor Akademii Krakowskiej (ur. 1537)
- Li Shizhen, chiński lekarz i farmaceuta (ur. 1518)
- Łukasz Bolesławowicz Świrski, marszałek hospodarski
- Krzysztof Zborowski (podczaszy koronny), podczaszy koronny (1574–1576), głośny awanturnik (ur. ?)

## Święta ruchome
- Tłusty czwartek: 25 lutego
- Ostatki: 2 marca
- Popielec: 3 marca
- Niedziela Palmowa: 11 kwietnia
- Wielki Czwartek: 15 kwietnia
- Wielki Piątek: 16 kwietnia
- Wielka Sobota: 17 kwietnia
- Wielkanoc: 18 kwietnia
- Poniedziałek Wielkanocny: 19 kwietnia
- Wniebowstąpienie Pańskie: 27 maja
- Zesłanie Ducha Świętego: 6 czerwca
- Boże Ciało: 17 czerwca